# Pompoff, Thedy y Emig

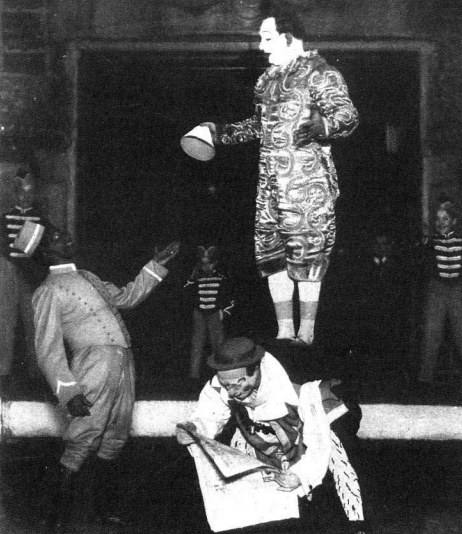
Pompoff, Thedy y Emig.

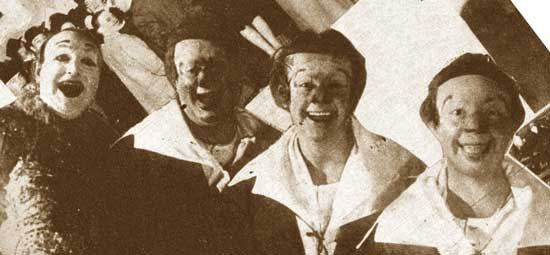
Pompoff, Thedy, Zampabollos y Nabuconodosorcito en 1945.

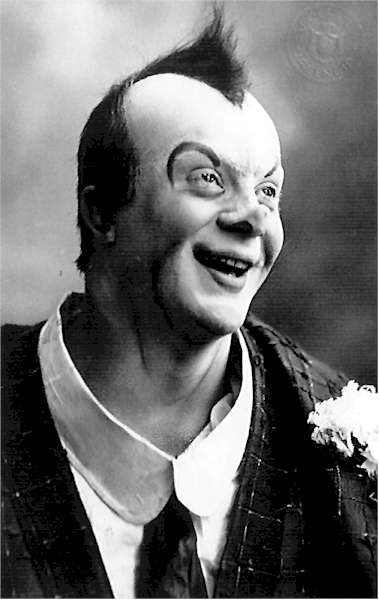
Thedy en la década de 1910.

Pompoff, Thedy y Emig es el nombre artístico del grupo de payasos españoles formado por los hermanos José María (Pompoff, 1887-1970), Teodoro (Thedy, 1886-1974) y  Emilio (Emig, 1881-1946).

## Trayectoria
Hijos de Gabriel Aragón Gómez, El Gran  Pepino -, y Virginia Foureaux, desde niños estuvieron imbuidos en el ambiente circense. El grupo, como dúo integrado por Pompoff y Teddy, se formó en 1909 con un circo ambulante bajo el nombre de Circo de la alegría. Sin embargo, no cosecharon éxito alguno.
Tras esta fracasada experiencia, José María se hizo empresario circense y giró por Marruecos, mientras que Teodoro optó por emigrar a Estados Unidos. A su regreso, en 1913, recrearon el grupo con el que recorrieron, primero Valencia, y seguidamente los pueblos de la costa levantina.
Los hermanos adquirieron pronto gran popularidad y su espectáculo fue reconocido en toda España. Adoptaron los clásicos roles de clown (Pompoff) y augusto (Thedy), más un original negro cubano (Emig), que los acompañó en la primera mitad de la década de 1920.
Su época de mayor esplendor abarca las décadas de 1920, 1930 y 1940. Trabajaron en escenarios como el Circo Price y el Teatro Maravillas, en Madrid. Tras la salida de Emig, Pompoff y Thedy incorporaron al grupo a sus respectivos hijos, Nabuconodosorcito (José Aragón Hipkins, 1912-1993) y Zampabollos (Emilio Aragón), en 1930.
En 1952 se instalaron en América donde continuaron su carrera artística siendo conocidos como Spain's Royal Family Comedy. Regresaron a España en 1967 para despedir su carrera en el Teatro Price de Madrid.
En la década de 1970, tras el fallecimiento de José María y Teodoro sus hijos mantuvieron el nombre de la compañía, junto a Víctor, hermano a su vez de José (que pasó a llamarse Nabuco).
Los hijos de Emig, Gabriel, Alfonso y Emilio, conocidos popularmente como Los payasos de la tele, continuaron la tradición familiar, y su hija Rocío, bailaora de flamenco, que actuó en algunos eventos junto a sus hermanos, tuvo otras dos hijas, Elena y Concepción, fruto de su segundo matrimonio.

## Premios
- Medalla al Mérito del Trabajo (1967)
- En 1991 Nabuconodosorcito recibió el Premio Nacional de Teatro.